# Chlorops palpatus
Chlorops palpatus är en tvåvingeart som beskrevs av Smirnov 1958. Chlorops palpatus ingår i släktet Chlorops och familjen fritflugor. Arten är reproducerande i Sverige. Inga underarter finns listade i Catalogue of Life.